# Серве, Рауль
Рауль Серве (нидерл.  Raoul Servais; 1 мая 1928, Остенде — 17 марта 2023, Леффинг) — бельгийский кинорежиссёр-аниматор, художник, педагог.

## Биография
Родился и провёл детство в Остенде. Закончил Королевскую академию изящных искусств в Генте (1950), в 1963 году учредил в ней отделение анимационного фильма. С 1957 года работал в анимационном кино, к которому его приучил отец. Аниматор-самоучка, первую свою камеру для съёмок сделал из коробки из-под сигар. Первые фильмы делал на собственные деньги, пока Министерство образования не предложило ему сделать фильм, предоставив режиссёру полную свободу. Так появилась «Хромофобия». Испытал влияние бельгийского сюрреализма: Магритта, с которым долгие годы дружил, и Дельво.
В 1985—1994 годы возглавлял Международную ассоциацию анимационного кино (ASIFA).
Скончался 17 марта 2023 года в своём доме в Леффинге в возрасте 94 лет.

## Избранная фильмография
- 1960 год — Огни порта
- 1963 — Фальшивая нота (Главная премия на 4-м национальном фестивале анимационного кино в Антверпене)
- 1965 — Хромофобия (премия Венецианского МКФ)
- 1968 — Сирена
- 1970 — Сказать иль не сказать
- 1971 — Операция Х-70 (специальная премия жюри Каннского МКФ)
- 1973 — Пегас
- 1979 — Гарпия[фр.] (Золотая пальмовая ветвь Каннского МКФ, фильм включен критиками в число 20-ти лучших анимационных лент в истории мирового кино, 1980)
- 1994 — Таксандрия[фр.] (полнометражный, сценарий А. Роб-Грийе)
- 1998 — Ночные бабочки[нем.] (Главная премия и премия ФИПРЕССИ на Международном фестивале анимационного кино в Анси)
- 2001 — Аттракцион[фр.] (две премии на фестивале «Фантаспорто»)
- 2003 — Зимние дни (коллективный проект по стихам Басё с участием Ю.Норштейна и др.)

## Признание
Номинант и лауреат 20 национальных и международных премий. Непременный член Королевской академии Бельгии (1979). В расположенном в Остендне Художественном музее на море есть отдел, посвящённый творчеству Рауля Серве.